# Rudolf Forster
Rudolf Forster (30 de octubre de 1884-25 de octubre de 1968) fue un actor de cine austriaco. Intervino en más de 100 películas entre 1914 y 1968. Su autobiografía Das Spiel, mein Leben fue publicada por Propyläen Verlag en 1967. Nació en Gröbming (Austria) y murió en Bad Aussee (Austria) cinco días antes de cumplir 84 años.

## Filmografía seleccionada
- Lepain (1914, 1920, parte 1-6) - Detektiv
- La imagen de la mujer (1916)
- Frauenruhm (1920)
- Glanz und Elend der Kurtisanen (1920) - Lucien de Rubempré / Léon Montaguard
- Der Schieberkönig (1920)
- Kurfürstendamm (1920) - Ernst Duffer
- Fanny Elssler (1920) - Gentz
- Memorias de Manolescu (1920) - Alfons, deren Verlobter
- Princesa Woronzoff (1920)
- Moj (1920)
- El cráneo de la hija del faraón (1920) - Dr. Pflüger
- Der Schädel der Pharaonentochter (1920)
- Anna Karenina (1920) - Graf Ljevin
- El hombre de las tres mujeres (1920)
- 10 millones de voltios (1921)
- La bruja roja (1921)
- El baile de máscaras rojo (1921)
- Das Geheimnis der Gladiatorenwerke (1921, parte 1, 2) - Morlang
- La Amazona (1921)
- El amor al volante (1921)
- El secreto de Santa María (1921)
- La caza de la verdad (1921)
- La maldición eterna (1921) - Lyn
- El aventurero (1922) - Bergström
- Frau Sünde (1922)
- Die Schuhe einer schönen Frau (1922) - Casanova
- Al borde de la gran ciudad (1922)
- Entre el día y el sueño (1922) - Graf Cederström
- La herencia (1922)
- El espíritu de la tierra (1923) - Alwa Schoen
- Los hombres de Sybill (1923)
- Fridericus Rex (1923, parte 4) - Vorleser von Catt
- Lyda Ssanin (1923)
- Adán y Eva (1923)
- Resurrección (1923)
- Tragedia de amor (1923) - François Moreau
- La condesa de París (1923) - Graf François Moreau
- La isla de las lágrimas (1923) - Harry - Offizier der amerik. Marine
- Fröken Fob (1923) - Horace Milltorp
- Die Sonne von St. Moritz (1923)
- Marionetas de la princesa (1924)
- Horrido (1924)
- La caza de la mujer (1924)
- Crónicas de la casa gris (1925) - Junker Detlef
- Su caso más difícil (1926) - Francis Broon
- Los pantalones (1927) - Scarron
- Asesinato (1927) - Gregor von Askanius
- La reina de picas (1927) - Tomski - un jugador
- La ópera de los tres centavos (1931) - Mack the Knife
- Ariane (1931) - Konstantin Michael
- Yorck (1931) - Rey Friedrich Wilhelm III de Prusia
- La condesa de Montecristo (1932) - Rumowski, impostor
- Labios soñadores (1932) - Michael Marsden
- Morgenrot (1933) - Teniente-capitán Helmut Liers
- Hohe Schule (1934) - Carlo Cavelli y Conde Werffen
- Santa Juana de Arco (1935)
- ... sólo un comediante (1935) - Duque Friedrich Theodor / Florian Reiter
- Una locura tan grande (1937) - Dr. Alexander Dahlen
- La isla de los hombres perdidos (1939) - Prof. Sen
- Viena 1910 (1943) - Alcalde Dr. Karl Lueger
- La imperiosa llamada (1944) - Hofrat Dr. Wichmann
- Una mirada retrospectiva (1944) - Dr. Eugen Friderici, abogado
- Viaje a la felicidad (1948) - Cónsul Hoyermann
- El hombre que quiso vivir dos veces (1950) - Profesor Hesse
- Los sueños mortales (1951) - Opitz / E.T.A. Hoffmann / Soldado de primera clase
- La luz inmortal (1951) - Conde Kalinsky
- La posada del caballo blanco (1952) - Kaiser Franz Josef
- Victoria y su húsar (1954) - Fitzroy
- Capitán Wronski (1954) - Coronel Maty
- Espionaje (1955) - Jefe del Estado Mayor, von Heymeneck
- ¿Una mujer no es suficiente? (1955) - Consejero judicial Dr. Kern
- El último hombre (1955) - Herr Claasen
- Regine (1956) - Consejero privado Hansen
- Invierno en el bosque (1956) - Barón Malte
- Liane, diosa de la selva (1956) - Theo Amelongen
- Kaiserjäger (1956) - Conde Leopold Hardberg, general retirado
- La hora inexcusable (1957) - Prof. Dr. Weiringk
- Asunto de casino (1957) - Gallinger
- Y no nos dejes caer en la tentación (1957) - von Hausen
- Escándalo en Bad Ischl (1957) - Príncipe Emanuel
- Tendrías que volver a tener veinte años [de] (1958) - Dr. Clemens Herborth
- Eva (1959) - Hofrat von Leitner
- El resto es silencio (1959) - Consejero médico Dr. Max von Pohl
- Mañana llorarás por mí [de] (1958) - Cónsul Hackrath
- El amado Augustin (1960) - Dr. Mesmer
- Un vaso de agua (1960) - Marqués de Torcy
- Lavado de cerebro (1960) - Director de hotel
- El diablo tocaba la balalaika (1961) - Almirante
- La noria (1961) - Hofrat von Hill
- Via Mala (1961) - Pintor Matthias
- El regreso del Doctor Mabuse (1961) - Profesor Julius Sabrehm
- Lulu (1962) - Schigolch
- No puede dejar de hacerlo (1962) - Obispo
- Moral 63 (1963) - El general retirado
- El verdugo de Londres (1963) - Sir Francis Elliott - Padre de Ann
- El Cardenal (1963) - El borracho en el baile
- La maldición de la bóveda oculta (1964) - Real
- Tonio Kröger (1964) - Sr. Seehaase
- La sangre de los Walsung (1965) - Conde Arnstatt
- Pleins feux sur Stanislas (1965) - Rameau
- Una vez griego (1966)
- La torre del amor prohibido (1968) - Honoré de Latoure
- Piel con piel (1971) - Trodler